# Osasio
Osasio és un comune (municipi) de la ciutat metropolitana de Torí, a la regió italiana del Piemont, situat a uns 25 quilòmetres al sud-oest de Torí. A 1 de gener de 2019 la seva població era de 917 habitants.
Osasio limita amb els següents municipis: Castagnole Piemonte, Virle Piemonte, Carignano, Pancalieri i Lombriasco.